# Кулак Дракона
Кулак Дракона (англ. Dragon Fist) — гонконгський фільм з Джекі Чаном в головній ролі. Фільм вийшов на екрани у 1979 році.

## Сюжет
Вчителя Танг Хау Юена (Джекі Чан) вбив його суперник на ім'я Чанг Чієн Куєн, помстившись за давній любовний зв'язок зі своєю дружиною. Жінка, дізнавшись про це, наклала на себе руки. Вбивця був настільки вражений смертю коханої, що покалічив себе. Через три роки Танг Хау Юен, разом з вдовою і донькою свого вчителя, приходять щоб відновити його добре ім'я.

## В ролях
- Джекі Чан — Танг Хоу Єн
- Хсу Чсіа — майстер Кінг
- Оу-Янг Ша Фей — дружина майстра Кінга
- Нора Міяо — донька майстра Кінга
- Єн Ші-Кван — майстер Лі
- Пірл Лін — донька майстра Лі